# Хочу ЩЕ!
Хочу ЩЕ! — український музичний гурт зі Львова, утворений 21 лютого 2008 року. Свій стиль команда називає альтернативною музикою: суміш року, хіп-хопу та етно.

## Історія
Історія гурту Хочу ЩЕ! починається ще задовго до того, як сформувався його сучасний склад та музичний напрямок. Умовно можна розділити біографію на два періоди: «передісторія Хочу ЩЕ!» та «історія Хочу ЩЕ!».

### До створення Хочу ЩЕ!
Затійником створення гурту у 2007 році став VAC (Василь Крупа). Вже тоді він кілька років поспіль писав репові музику й тексти. VAC запропонував читати в дуеті ще одному «юному реперу» з рідного містечка Винники, якого в неформальному середовищі називали Shylik (Юра Шивала). Разом вони назвалися «Destruction» і за більше ніж пів року своєї діяльності підготували 4 пісні та один раз виступили на святкуванні дня Незалежності у Винниках.
На фестивалі «BHD», що відбувався восени 2007 року біля містечка Славське, Shylik познайомився з діджеєм Terry Mutiny (він же Тарас Лужецький зі закарпатського міста Хуст). Стимулом до вербування його у новий гурт стала відкритість до нових ідей та наявність вінілових програвачів. Після доповнення складу гурту скрейтчером назва була змінена на «Частковий вибір». Єдиний виступ «Часткового вибору» з репертуаром «Destuction» відбувся восени 2007 року в академії сухопутних військ ім. П. Сагайдачного перед повним залом солдатів.
Під кінець року в учасників гурту почали проявлятися депресивні стани з вкрапленнями ліні та відсутністю ентузіазму. VAC, Shylik і Terry вирішили кардинально змінити звучання своєї музики: розбавити читку експериментами з різножанровою музикою та жіночим вокалом. Як виявилося, завдання були досить складним, оскільки писати музику ніхто з гурту особливо не вмів, а робити щось під чужі мінусовки не було бажання. Пошук вокалістки теж затянувся майже на два місяці. Тоді навіть був організований кастинг, в якому перемогла дівчина Яна з міста Миколаїв. На жаль новій команді не вдалося спрацюватися і вже в січні 2008-го хлопці залишилися утрьох.
Цілком випадково, Terry у міжгуртожитському студентському чаті Політеху, познайомився з дівчиною у реперському одязі, яка ще й співати вміла. Не довго думаючи він запросив її на репетицію «Часткового вибору». Репетиційною базою тоді слугувала стара гуртожитська кімната. Bebichka (вона ж Наталя Чабан з міста Стрий) приєдналася до команди 21 лютого 2008 року. Тоді ж власниця чарівного голосу запропонувала змінити назву гурту з «Часткового вибору» на «Хочу ЩЕ!».

### Хочу ЩЕ!

#### 2008
Отримавши бажаний склад, команда Хочу ЩЕ! приступила до втілення нової музичної концепції в життя. Вже навесні 2008 року на студії ТРК «Міст» були записані три перші треки: «Територія», «Осіння ілюзія» та «Україна» і відбувся перший виступ. На жаль, після нового старту гурт Хочу ЩЕ! був змушений взяти п'ятимісячну перерву у зв'язку з тим, що Bebichka та Shylik полетіли у США.
Восени 2008 гурт активно відновив свою діяльність, зокрема й завдяки маленьким фінансовим вливанням з американського континенту. Перші студійні записи одноголосно були забраковані і почалася співпраця з новою студією звукозапису «RDS».
Вперше Хочу ЩЕ! заявили про себе на масштабному рівні, написавши славень для міжнародного break-dance фестивалю «Open Street Dance». Пісня швидко стала популярною серед молоді, успішно підкоривши музичні простори Інтернету і отримавши перші радіоротації.
На хвилі творчого піднесення гурт Хочу ЩЕ! розпочав активно давати концерти за межами Львівщини. В цей час до команди гурту долучається тернопільська фотограф Lena Dee. Починається співпраця з іншими виконавцями, зокрема спільні треки були записані з тернопільською реп виконавицею Miss MC (результатом співпраці став трек «Сила слова», який отримав шанувальників не лише в Україні, а й Росії, Білорусі, Польщі) та фронтменом рок-гурту «Kirana» Олегом Сновидовичем (результатом стала пісня у стилі реп-кор «Манія», яка стала першим радіопроривом гурту у Південній Україні, в Криму на «Ялта FM»).

#### 2009
З 2009 гурт починає активно гастролювати територією України, відвідавши Київ, Білу Церкву, Івано-Франківськ, Тернопіль, Харків, Кривий Ріг, Одесу, Донецьк та інші міста.

#### 2010
У 2010 на рахунку Хочу ЩЕ! вже було понад 30 концертів по всій Україні. Саме в цей період в команду гурту долучається музикант, талановитий бітмейкер mr. Boo (він же Роман Марків зі Львова).
Восени 2010 гурт Хочу ЩЕ! починає працювати зі студією звукозапису «Ліда», командою бі-боїв «West da Crew», брендом одягу «4 Elements» та компанією «Burton Cinema». Результатом співпраці стали оновлена версія пісні «Україна» з елментами фольку та знято перше відео на пісню «Open Street Dance». Перший кліп від Хочу ЩЕ! успішно стартував в хіт-параді телеканалу «ТЕТ» та ротувався на близько 80-ти регіональних телеканалах по території усієї України. Цей період також відзначився великою кількістю виступів гурту як гостей на багатьох українських фестивалях.
У 2010 році команда Хочу ЩЕ! спільно з Послом миру в Україні Євгеном Капліном до дня народження гурту започаткували благодійний проект «Хіп-хоп заради життя». Тоді внаслідок успішно проведеної благодійної компанії було зібрано понад 12 000 гривень для лікування дівчинки, якій терміново була необхідна операція на хребет та пересадка нирки.

#### 2011
У 2011 відбувся «Хіп-хоп заради життя 2». Цього разу для порятунку дівчинки хворої на рак крові, окрім Посла миру, долучилися Громадянський рух «Відсіч», МГО «Українська молодь Христові» та студія танцю В. Лященка (фіналіст проекту «Танцюють всі» на телеканалі «СТБ») та В. Пелевіна «Jazzy School». Тоді спільними зусиллями вдалося зібрати понад 26 000 гривень на лікування дитини.
У цьому ж році гурт Хочу ЩЕ! здобуває перемогу у конкурсі «Українські тижні» та починає активну співпрацю з компанією «MC Donalds».. В Києві командою кіностудії «Батискаф» було знято друге відео Хочу ЩЕ! на пісню «Україна». В цей час відбувається перший виступ гурту на головній сцені країни під час святкування дня молоді. Концерт в якому взяли участь Бумбокс, ТіК, В. Козловський, Альоша, Хочу ЩЕ! та інші виконавці в режимі реального часу транслювався по телеканалі «М1», що стало дебютом гурту на головному музичному телеканалі України.
Наприкінці 2011 року гурт Хочу ЩЕ! починає співпрацю з компанією звукозапису «Студія Лева» та звукорежисером Олегом Мишловським. Результатом цієї діяльності на початку 2012 року став радіопрорив ліричної пісні «Крижане серце». В цей самий час завершуються роботи на відеокліпом на пісню «Україна».

#### 2012
У 2012 році відбувся реліз кліпу гурту Хочу ЩЕ! на пісню «Україна», який ротувався протягом двох років у всіх закладах мережі McDonald's в Україні, а також на телеканалі O-TV і великій кількості регіональних телеканалів. У цьому ж році гурт долучився до концерту на сцені київської фан-зони чемпіонату світу з футболу «Євро-2012». В цей період учасник гурту VAC засновує власну студію звукозапису VAC records.

#### 2013
У 2013 році світ побачив перший збірник пісень гурту Хочу ЩЕ! — «Аkценти». З початком Революції Гідності Хочу ЩЕ! активно долучилися до підтримки цієї важливої для України події. Зокрема, пісні «Україна» та «Час дати відсіч» звучали зі сцен Євромайданів по цілій країні. Після побиття студентів в Києві на Майдані Незалежності гурт Хочу ЩЕ! у співпраці з командою «We Cinema Studio» (режисер Теодор Нещадим) зняли відеокліп про події на Майдані на пісню «Час дати відсіч». Пісня і відео увійшли в десятку найпопулярніших музичних творів Майдану. В цей період Shylik виконує роль ведучого на сцені львівського Євромайдану разом зі співачкою Софією Фединою, а згодом на сцені київського — з громадським активістом Ігорем Луценком.

#### 2014
Наприкінці 2014 року у світ з'явився новий кліп гурту Хочу ЩЕ! у стилі стім-панк на пісню Манія. Режисером незвичного відео став знову Режисер Нещадим з командою «We Cinema Studio». У зйомках взяли участь актори театру «МИ», а стім-панк реквізити для кліпу підготував один з найвідоміших в Україні художників у стилі тех-арт — Віталій Внуков. Презентації кліпу разом з концертами гурту відбулися у Львові, Києві та Одесі.
На початку 2015 року кліп на пісню «Манія» потрапив в ротацію на М1, М2, A-ONE та інші регіональні телеканали України.
2015
З початком весни у гурті відбуваються кардинальні зміни, він повністю перестає працювати у старому форматі і збирає живий музичний склад до якого входять Мирослав Мелимук (бас-гітара), Остап Ільчишин (гітара), Микола Дорош (клавіші), Віталій Довгополий (барабани) і Дмитро Гуржій (бітмейк).

## Склад
Теперішні учасники:
- Юрій Шивала (MC Shylik) — МС, автор текстів; (2008 — до тепер)
- Василь Крупа (MC VAC) — МС, автор текстів; (2008 — до тепер)
- Наталя Чабан (Bebichka) — вокал; (2008 — до тепер)
- Микола Дорош — піаніно (2015 — до тепер)
- Остап Ільчишин — гітара (2015 — до тепер)
- Мирослав Мелимук — бас-гітара (2015 — до тепер)
- Віталій Довгополий — барабани (2015 — до тепер)
- Дмитро Гуржій — бітмейкер (2015 — до тепер)
- Роман Марків (Mr. Boo) — композитор; (2010 — до тепер)

Колишні учасники:
- Тарас Лужецький (Terry Mutiny) — діджей (2007–2010)
- Олександр Гладищук — барабани (2015)
- Олександр Кухарук — піаніно (2015)

## Дискографія
Станом на 2014 рік гурт випустив збірник пісень «Акценти»
- Хочу ЩЕ! — Тополя (сл. Т. Г. Шевченка)
- Хочу ЩЕ! — Моя зоря
- Хочу ЩЕ! feat. Леськів — Лише для тебе
- Хочу ЩЕ! — Час дати відсіч
- Хочу ЩЕ! — Манія
- Хочу ЩЕ! — Крижане серце
- Хочу ЩЕ! — Україна
- Хочу ЩЕ! — Ідеальний злочин
- Хочу ЩЕ! — Open Street Dance
- Хочу ЩЕ! & Сновидович — Манія (light rap core edition)
- Хочу ЩЕ! & Miss MC — Сила слова (John, MTC dj's instr.)
- Хочу ЩЕ! — Мандаринка
- Хочу ЩЕ! — Дзвони
- Хочу ЩЕ! — Реп до репу

### Відеокліпи
Перший відеокліп було знято у 2010 році на пісню «Open Street Dance», зйомки було проведено компанією Burton Cinema, а сам кліп можна було побачити близько на 80-ти українських телеканалах.
- Хочу ЩЕ! — Open Street Dance [Архівовано 3 квітня 2016 у Wayback Machine.] на YouTube

Другий відеокліп, для гурту «Хочу ЩЕ!» став подарунком від компанії МакДональдс за перше місце у конкурсі «Твори по-українськи». Відеокліп було знято на пісню «Україна», зйомками займалась компанія «Батискаф». Прем'єра кліпу відбулась у серпні 2012.
- Хочу ЩЕ! — Україна на YouTube

Третє відео вийшло у світ наприкінці 2013 року, зйомки відбувались під час подій на майдані Незалежності в Києві, в яких учасники гурту брали активну участь. Знято кліп на актуальну до подій пісню «Час дати відсіч». Зйомками відео займалися «WE Cinema Studio».
- Хочу ЩЕ! — Час дати відсіч [Архівовано 20 липня 2015 у Wayback Machine.] на YouTube

Четверте відео на пісню «Манія», у рідкісному для України жанрі стімпанк, виконавці презентували у 2015 році. Режисером кліпу став Теодор Нещадим з командою «WE Cinema Studio». У зйомках також взяли участь актори театру "МИ". Відео потрапило в ротацію багатьох загальноукраїнських та регіональних телеканалів, серед яких М1, М2, A-ONE та інші.
- Хочу ЩЕ! — Манія [Архівовано 25 грудня 2015 у Wayback Machine.] на YouTube